# Vaughn De Leath
Vaughn De Leath (ur. 26 września 1894, zm. 28 maja 1943) – amerykańska piosenkarka.

## Wyróżnienia
Posiada swoją gwiazdę na Hollywoodzkiej Alei Gwiazd.